# Francisco Ramos Mejía (sociólogo)
Francisco Ramos Mejía (Buenos Aires, 24 de enero de 1847 - 16 de mayo de 1893) fue un sociólogo, historiador y jurisconsulto argentino. Su obra y pensamiento fueron muy influyentes en la Argentina del siglo XX.

## Biografía
Estudiante de Derecho en la Universidad de Buenos Aires, participó en el Movimiento 13 de Diciembre constituido tras el suicidio de un estudiante en el Departamento de Jurisprudencia, posterior Facultad de Derecho, de la Universidad. Este hecho le llevó a fundar el periódico de oportunidades Trece de diciembre junto a su hermano y otras posteriores personalidades argentinas.
Se graduó en 1873 con una tesis sobre la naturaleza del contrato y la letra de cambio.
Se casó con Edelmira Irigoyen Quesada en 1876.
Trabajó como juez del crimen en la provincia de Buenos Aires y en la capital desde 1877 hasta 1884.
Fundó con Luis María Drago la Sociedad de Antropología Jurídica, introduciendo en Argentina las teorías penales de la escuela positivista mediante conferencias como la titulada “Principios fundamentales de la escuela positiva de derecho” (1888). Miembro de la Unión Cívica y tribuno popular de la Revolución de 1890, fue también senador de la legislatura bonaerense hasta su muerte.

## Obras
- El federalismo argentino (1889), ensayo político filosófico que sostiene que el federalismo se encuentra en la sangre de los argentinos y es herencia española.

- Historia de la evolución argentina (publicado post mortem, 1921), ensayo sobre los orígenes sociales de Argentina. Su obra más trascendente.[5]